# Sân bay Mtito Andei
Sân bay Mtito Andei (ICAO: HKMT) là một sân bay ở Mtito Andei, Kenya.